# Convención STCW
La Convención Internacional en Estándares de Formación, Certificación y Vigilancia para la Gente de Mar
(en inglés: International Convention on Standards of Training, Certification and Watchkeeping for Seafarers; siglas: STCW) del 1978 sitúa un conjuntos estándares de cualificación mínima para capitanes, oficiales y personal de los buques de carga y grandes yates.
Esta normativa se planteó en 1978 en una conferencia organizada por la Organización Marítima Internacional (OMI) en Londres y entró en vigor en 1984. La convención fue enmendada en 1995 y en 2010. La convención STCW de 1978 fue la primera en establecer los requisitos básicos mínimos para el aprendizaje, certificación y vigilancia (watchkeeping) para gente de mar a nivel internacional.
Los cursos y certificados STCW son obligatorios para marineros y capitanes pero también para azafatas, cocineros y todo tipo de personal de cruceros, buques de tonelaje y grandes yates.

## Características principales
Antes de la convención, los estándares mínimos de entrenamiento, titulación y vigilancia de la gente de mar eran propuestos y regulados por gobiernos individuales, normalmente sin referencia a las prácticas en otros países. Esto resultaba en una gran variedad de procedimientos y estándares para un sector realmente internacional.
La Convención STCW asentó por primera vez unos estándares mínimos relativos a formación, certificación y guardias para profesionales marítimos los cuales los países están obligados a conocer o superar. Los aspectos que quedaron fuera son: las provisiones OMI, que están cubiertas por control 14 de Capítulo V de la Convención Internacional para la Seguridad de Vida en Mar (SOLAS) 1974 y cuyos requisitos están respaldados por la resolución Un. 890(21) de Principios relativos a la dotación de seguridad, adoptados por la OMI en la Asamblea de 1999, el cual reemplazó una resolución más temprana Un.481(XII) adoptada en 1981.
Una característica especialmente importante de la Convención STCW es que aplica a barcos de Estados no miembros cuando estos visitan puertos de Estados miembros de la convención. El Artículo X requiere que las partes apliquen medidas de control a todas las banderas hasta el punto de no hacer distinción ni dar un trato más favorable a los barcos que dispongan de una bandera de un Estado que sea miembro de la convención. Precisamente por esta posible problemática se cree que la convención ha tenido una aceptación muy amplia. En 2014, la convención STCW fue suscrita por 161 partes, representando el 98,8% del arqueo mundial.

## Revisiones

### Revisión de 1995
El 7 de julio de 1995 la OMI aprobó una serie de revisiones sobre la convención STCW. A su vez también propuso desarrollar un nuevo código STCW, que podría contener detalles técnicos adicionales a la convención. Estas enmiendas entraron en vigor el 1 de febrero de 1997. Su implementación total terminaría en 1 de febrero de 2002. A partir de esa fecha los marineros que hubieran obtenido un certificado con las normas de 1978 tendrían que renovarlo de acuerdo con las nuevas normas de las enmiendas de 1995.
Las enmiendas más significativas tenían en cuenta:
a) Control estatal portuario;
b) Comunicación de información a OMI para dejar constancia del cumplimiento y aplicación de los estándares,
c) Sistemas de estándares de la calidad (QSS), vigilancia del aprendizaje, valoración, y procedimientos de certificación,

### Revisión de 2010 enmiendas de Manila
La OMI llamó a un conjunto de nuevas enmiendas en Manila en 2010 "Las Enmiendas de Manila". Estas enmiendas eran necesarias de mantener actualizados los estándares en relación con requisitos tecnológicos y operacionales de los nuevos barcos. Las Enmiendas de Manila entraron en vigor el 1 de enero de 2012, con un período de transición hasta 2017.
El 25 de junio de 2010 se aprueba en Manila la Resolución 1 de la Conferencia de las Partes en el Convenio Internacional sobre normas de formación, titulación y guardia para la gente de mar. 
Las enmiendas más significativas de 2010 fueron dar más importancia a la competencia que al periodo de embarque o de formación necesaria. Las normas establecidas por el Convenio son aplicables a la gente de mar de todos los rangos que realice servicio a bordo de buques mercantes de navegación marítima registrados bajo el pabellón de un país que sea parte del Convenio. 
- Más horas de prácticas para los marineros.
- Nuevos certificados de competencia para máquinas y puente.
- Prácticas nuevas y actualización de las anteriores.
- Cursos de seguridad obligatorios.
- Estándares médicos adicionales.
- Límites de alcohol específicos en sangre y respiración.

Las enmiendas de Manila introducen cambios que afectan a los certificados de suficiencia de Formación Básica en Seguridad, Embarcaciones de Supervivencia y Botes de Rescate No Rápidos, Botes de Rescate Rápidos y Avanzado en Lucha Contra Incendios, a los que se refiere el Capítulo VI del anexo al Convenio STCW, los cuales han pasado a tener caducidad.

## Títulos y certificados

### Títulos
- Capitán de Travesía de la marina mercante.
- Primer oficial de Puente de la marina mercante.
- Segundo oficial de Puente de la marina mercante.
- Tercer oficial de Puente de la marina mercante.
- Primer oficial costero.
- Segundo oficial costero.
- Tercer oficial costero.
- Jefe de máquinas de la marina mercante.
- Primer oficial de máquinas de la marina mercante.
- Segundo Oficial de máquinas de la marina mercante.
- Tercer oficial de máquinas de la marina mercante.
- Oficial electrotécnico de la marina mercante.
- Oficial radioelectrotécnico de la marina mercante.
- Oficial radioelectrónico de primera de la marina mercante.
- Oficial radioelectrónico de segunda de la marina mercante.
- Primer oficial de máquinas costero.
- Segundo oficial de máquinas costero.
- Tercer oficial de máquinas costero.
- Operador General del Sistema Mundial de Socorro y Seguridad Marítima (SMSSM).
- Operador Restringido del Sistema Mundial de Socorro y Seguridad Marítima (SMSSM)

### Certificados
- PPER (Patrón Profesional de Embarcaciones de Recreo)
- Formación Básica en Seguridad.
- Avanzado en Lucha Contra Incendios.
- Embarcaciones de Supervivencia y Botes de Rescate (no rápidos).
- Botes de Rescate Rápidos.
- Buques de Pasaje.
- Marinero puente.
- Marinero máquinas.
- Marinero de primera de puente.
- Marinero de primera de máquinas.
- Marinero electrotécnico.
- Oficial protección buque (OPB).
- Oficial de la compañía para la protección marítima (OCPM).
- Formación básica en protección marítima.
- Cartas ECDIS/SIVCE
- Radar ARPA.
- Nivel operativo básico de lucha contra la contaminación.
- Nivel operativo avanzado de lucha contra la contaminación.
- Nivel superior de dirección de lucha contra la contaminación.
- Compensador de agujas náuticas.
- Certificado de manejo de embarcaciones de gran velocidad o de sustentación dinámica.
- Certificado de suficiencia en alto voltaje.
- Certificados de suficiencia Código IGF básico y avanzado
- Formación Básica para Operaciones de Carga en Petroleros y Quimiqueros.
- Formación Básica para Operaciones de Carga en Buques Tanque para el Transporte de Gas Licuado.
- Formación Avanzada para Operaciones de Carga en Petroleros.
- Formación avanzada para operaciones de carga en Quimiqueros.
- Formación Avanzada para Operaciones de Carga en Buques Tanque para el Transporte de Gas Licuado.

## Caducidad títulos y certificados

### Actualizaciones
Las normas citadas anteriormente han previsto la existencia de cursos de actualización de la competencia para ciertos certificados de especialidad y titulaciones que caducan a los 5 años.
Aquellos marinos que tengan caducado su titulación o certificado de especialidad tendrán que demostrar el mantenimiento de la competencia en todos los ámbitos exigidos mediante dos opciones.
1. Experiencia y curso reducido de mantenimiento de la competencia, para quienes hayan estado embarcados tres meses en los últimos cinco años a bordo de un buque mercante o un buque pesquero de al menos 24 metros de eslora; o
2. Curso de mantenimiento de la competencia completo, para quienes no hayan estado embarcados en buques mercantes o pesqueros de al menos 24 metros de eslora durante el periodo anterior.

- Patrón Portuario
- Operador Restringido SMSSM
- Operador General SMSSM
- Formación Básica en seguridad
- Buques de pasaje
- Embarcaciones de supervivencia y Botes de rescate no rápidos
- Botes de rescate rápidos
- Avanzado en lucha contra incendios
- Formación Básica en Ops. de Carga en Buques Tanque para el Transporte de Gas Licuado
- Formación Avanzada para Ops. de carga en Buques Petroleros
- Formación Avanzada para Ops. de carga en Buques Quimiqueros
- Formación Avanzada para Ops. de Carga en Buques Tanque para el Transporte de Gas
- Formación Básica en Buques del Código IGF
- Formación Avanzada en Buques del Código IGF